# Delahaye Type 83

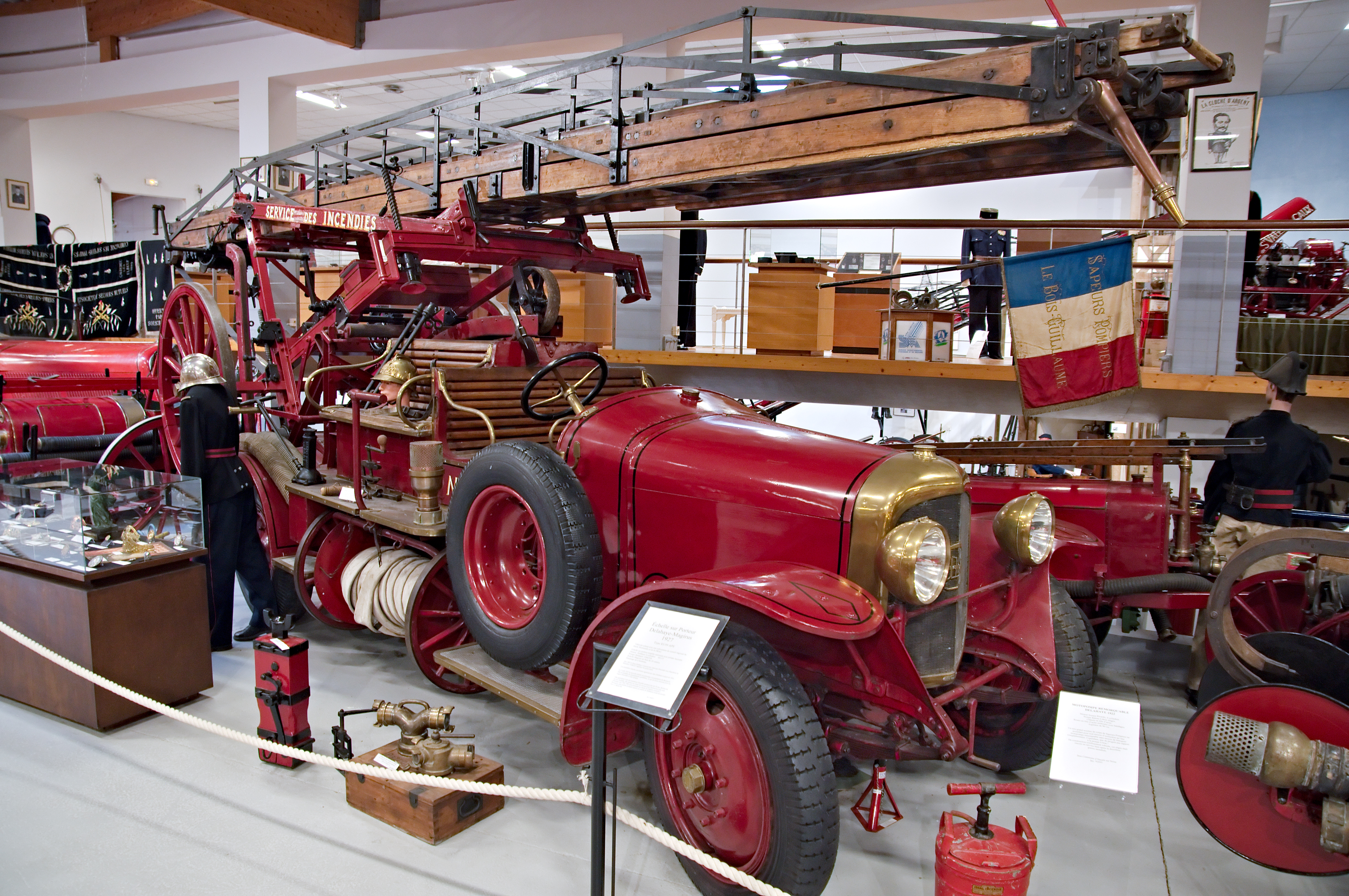
Delahaye Type 83/59 als Feuerwehrfahrzeug

Der Delahaye Type 83 ist ein Nutzfahrzeug-Modell der Zwischenkriegszeit. Hersteller war Automobiles Delahaye in Frankreich.

## Beschreibung
Es gab die Ausführungen Type 83 C, Type 83/7 und Type 83/59. Die Fahrzeuge wurden zwischen 1921 und 1932 hergestellt. Sie werden als leichte Lastkraftwagen für schnellen Transport beschrieben. Der Ottomotor leistet je nach Ausführung 20 PS oder 30 PS. Beim Type 83/59 stammt der 30-PS-Motor vom Delahaye Type 59. Die Nutzlasten liegen bei 2 Tonnen bzw. 3 Tonnen. Eine Abbildung zeigt einen Omnibus.
Es war das erste Nutzfahrzeug von Delahaye mit Kardanantrieb. Es gab Lkw und Omnibusse. Der Type 83/59 hat ein verlängertes Fahrgestell, das auch als Basis für Feuerwehrfahrzeuge dient.